# Дитрих I Фламенс
Дитрих I Фламенс (Dietrich I. Flamens) (ок. 1035 — 19 октября 1082) — граф Вассерберга.
Сын Герхарда Фламенса.
Граф Велуве (1076), граф в Маасгау (1076), граф в Тайстербанте (1078), фогт в округе Бре (1079).
Весной 1082 года схвачен герцогом Нижней Лотарингии Готфридом IV. Содержался в Буйонском замке. Умер в заключении 19 октября 1082 года. Похоронен в аббатстве св. Губерта в Арденнах.
Имя и происхождение жены не известно. На генеалогических сайтах она указана как Гедвига, дочь Гонцело фон Монтегю и Ирмгарды фон Аспель. Дети:
- Герхард (ум. до 1129), граф Вассерберга, первый граф Гельдерна.
- Генрих фон Крикенбек.
- Госвин I, сеньор фон Хайнсберг.